# Trupanea gratiosa
Trupanea gratiosa är en tvåvingeart som först beskrevs av Ito 1952.  Trupanea gratiosa ingår i släktet Trupanea och familjen borrflugor. Inga underarter finns listade i Catalogue of Life.